# Syllepte phaeophlebalis
Syllepte phaeophlebalis là một loài bướm đêm trong họ Crambidae.